# Cereopsis novaehollandiae
Cereopsis novaehollandiae е вид птица от семейство Патицови (Anatidae), единствен представител на род Cereopsis.

## Разпространение
Видът е разпространен в Австралия.